# Tainted Love: Mating Calls and Fight Songs
Tainted Love: Mating Calls and Fight Songs — четвёртый и последний студийный альбом американской рок-группы Shivaree, выпущенный 31 июля 2007 года.

## Список композиций
1. «Paradise» — 3:48
2. «I Wanna Be Your Driver» — 2:29
3. «Half On A Baby» — 4:15
4. «Don’t Stop 'Til You Get Enough» — 4:01
5. «Would You Lay With Me (In A Field Of Stone)» — 3:22
6. «Hello Hello I’m Back Again» — 2:55
7. «My Heart Belongs To You» — 1:51
8. «Cold Blooded» — 3:32
9. «Looks That Kill» — 3:17
10. «Shame On You» — 2:17
11. «Good Night Irene» — 2:08

## Участники записи
- Shivaree:
  - Амброзия Парсли — вокал
  - Дэнни Макгаф — клавишные, гитара, бас-гитара, вокал, продюсер
  - Дюк Маквинни — гитара, бас-гитара, продюсер
- Mickey Petralia — продюсер, сведение
- Benjamin Biolay — гитара, скрипка, клавишные, бэк-вокал, продюсер
- Scott Bondy — гитара, бас-гитара, клавишные, вокал
- Phil Hernandez — гитара, бас-гитара, ударные, клавишные, программирование, бэк-вокал, продюсер
- Chris Maxwell — гитара, бас-гитара, клавишные, бэк-вокал, продюсер
- Doug Weiselman — гитара, программирование, продюсер
- Kevin Salem — бэк-вокал
- Ike Turner — аранжировки
- Steve Fallone, Greg Calbi — мастеринг
- Matthew Cullen — программирование, продюсер